# Kotačniki
Kotačniki (znanstveno ime Rotifera) so mikroskopsko majhni organizmi, ki se premikajo z vencem lovk. Z njimi se hranijo ličinke rib. Kotačnik je zelo majhen organizem, ki meri od 0,1 do 0,5 mm. Kotačniki imajo usta, živčevje, prebavilo, spolne organe ter zadnjično odprtino.